# Amanullah Khan
Pour les articles homonymes, voir Khan (homonymie).
Amanullah Khan, appelé aussi Ghazi Amanullah Khan (en dari : أمان الله خان) ou Shah Amanullah Khan, né le 1er juin 1892 à Paghman (émirat d'Afghanistan) et mort le 25 avril 1960 à Zurich (Suisse), est émir puis roi d’Afghanistan du 28 février 1919 au 14 janvier 1929.  
Partisan de l'indépendance de son pays, il déclenche la troisième guerre anglo-afghane, émancipant l’Afghanistan de la tutelle britannique sur son économie et sa politique étrangère. Bénéficiant alors d'une liberté d'action à l’abri de l'influence britannique, le jeune dirigeant lance son pays dans de grandes réformes politiques et sociales, afin de moderniser des institutions obsolètes et rattraper le retard de l'État afghan sur l'Occident (laïcisation, émancipation de la femme, éducation...). Ses réformes radicales qui visent à une modernisation sur le modèle occidental rencontrent une opposition de plus en plus forte au cœur du pays. Les conservateurs saqqawistes, commandés par le nationaliste islamiste tadjik Habibullah Kalakhani, se soulèvent. En janvier 1929, Amanullah abdique et fuit vers les Indes britanniques alors que la guerre civile s'intensifie. Durant son isolement de l'Afghanistan, de nombreux mouvements révolutionnaires tentent de prendre le pouvoir pour le restaurer sur le trône. Après 31 ans d'exil, il meurt en 1960 à Zurich. 

## Biographie

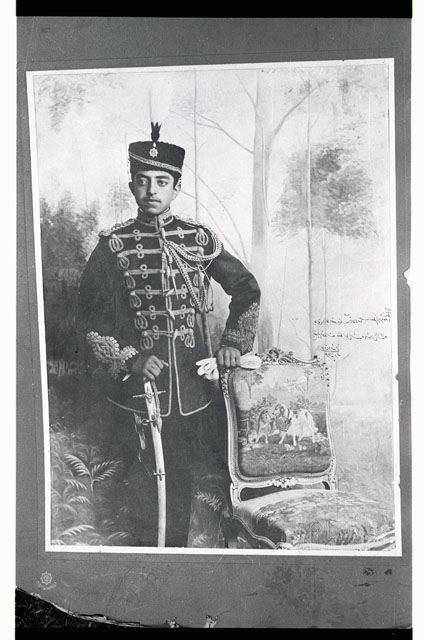
Amanullah Khan.

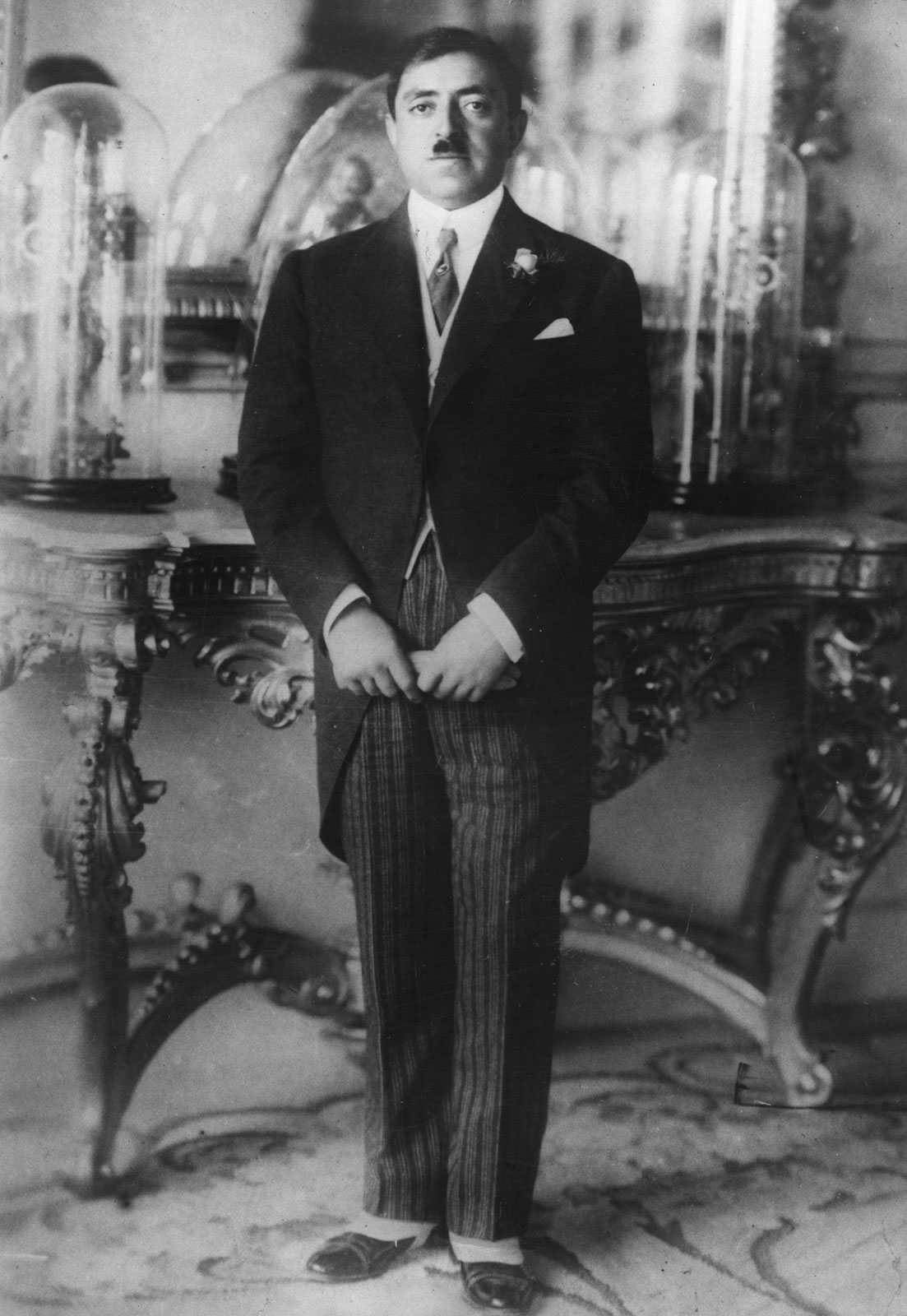
Amanullah Khan.

Troisième fils de l’émir Habibullah Khan et de son épouse la reine principale Ulya Hazrat, le jeune Amanullah est formé à l’école militaire de Kaboul. Il est influencé dès son jeune âge par le mouvement des nationalistes-constitutionnalistes mené par Mahmoud Tarzi (appelé aussi Mahmoud Beg Tarzi) le fondateur du seul journal du pays, le Seraj-ul-Akbar. Amanullah Khan reçoit de son père le titre prestigieux d’Ayn-ul-Dawla c'est-à-dire « l’œil de l’État ». Le jeune prince n’hésite pas à s’entourer de réformistes et indépendantistes issus de différentes classes sociales afghanes.
Le 20 février 1919, l’émir Habibullah est assassiné alors qu'il se trouve en déplacement à Kalagosh de Laghman pour la chasse royale. Aussitôt son frère Nasrullah Khan s’autoproclame émir à Jalalabad avec le soutien des deux fils aînés du défunt. Pendant ce temps à Kaboul, le troisième fils, Amanullah qui gère les affaires de l’État en absence de son père, refuse de reconnaître son oncle comme le nouveau dirigeant du pays ; il riposte avec le soutien des nationalistes-constitutionnalistes, des oulémas modérés et de l’armée. Face à l’avancée de l'armée d’Amanullah, les soldats de l’oncle déposent les armes. Acclamé comme émir par les notables du pays, Amanullah proclame l’indépendance nationale et son règne débute par la troisième guerre anglo-afghane ou guerre d’indépendance.
Il se marie une première fois avec Gul-Pari, qui meurt en mettant au monde leur fils Hedayatullah Khan. En secondes noces, il épouse Soraya Tarzi, la fille de Mahmoud Tarzi, son futur mentor et ministre des Affaires étrangères, et d’Asma Rasmiya Tarzi. Ensemble, ils contribuent fortement à l’émancipation de la femme afghane. Conscient du grand retard de son pays sur l'Occident, Amanullah Khan mène l'Afghanistan  vers une décennie de développement, basée sur le modèle européen. En 1922, il fait appel à la France pour organiser la recherche archéologique au sein de son pays donnant naissance à la Délégation archéologique française en Afghanistan. Il porte une grande importance à l'éducation, et crée trois lycées en langue étrangère, en particulier le lycée Esteqlal en 1923 (« Esteqlal » signifie indépendance). Le pays se dote d'une armée de l'air et d'une banque nationale.  Il fait publier un décret interdisant le mariage des jeunes filles contre leur consentement et fixant un âge minimal. Mais il veut aller trop vite et tente d’abolir le port du voile pour les femmes, d’interdire la polygamie, et de forcer les Afghans de Kaboul à porter des vêtements européens. 
En 1927 et 1928, il entreprend un voyage officiel à travers l’Europe afin d’observer les progrès et l’industrialisation de ces pays et d'en tirer parti pour ses futures réformes. En 1928, il lance une série de réformes lors de la Loya Jirga (la grande Assemblée des notables), qui doit moderniser la société afghane, mais qui marque le début de la crise. Les ennemis de l’État, les intégristes incitent à la rébellion parmi les tribus pachtounes. En décembre 1928, l'armée de l'émir est confrontée au soulèvement des Shinwaris dans l’Est du pays, alors qu'un certain « Bacha e Saqao » (le fils du porteur d’eau) commence à menacer Kaboul par le Nord. Le 14 janvier 1929, pour éviter un bain de sang, le roi Amanullah décide d’abdiquer en faveur de son frère aîné, Inayatullah. Mais à peine trois jours plus tard, Kaboul est prise et le fils du porteur d'eau s’autoproclame émir sous le nom d'Habibullah Kalakhani. À Kandahar, Amanullah revient sur son abdication, avec le soutien des tribus restées fidèles, et se lance à la reconquête de Kaboul. Malgré son avancée jusqu’à Ghazni, il décide de se retirer définitivement au mois de mars 1929. Il prend le chemin de l’exil via l’Inde britannique avant de s’installer définitivement à Rome (en Italie).
En 1960, il meurt à Zurich, en Suisse, tandis que sa veuve, la reine Soraya meurt à son tour en 1968. Ils sont inhumés à Jalalabad dans le mausolée de son père Habibullah Khan. 
Ses enfants et petits-enfants vivent aujourd’hui entre Rome, Genève et Istanbul. 
Une de ses nièces par alliance, Zeynep Tarzi, a épousé Osman Ertuğrul Efendi, chef de la dynastie ottomane entre 1994 et 2009.